# 애니멀 킹덤 (2010년 영화)
애니멀 킹덤(영어: Animal Kingdom)는 2010년 개봉한 오스트레일리아의 범죄 드라마 영화이다. 데이비드 미쇼가 연출하고 각본을 썼다. 벤 멘델슨, 조엘 에저턴, 가이 피어스, 루크 포드, 재키 위버와 설리번 스테이플턴이 출연한다. 미쇼의 각본은 호주 멜버른의 페팅길 범죄 가족과 관련된 사건에서 영감을 받았다.
이 영화는 2010년 1월 22일 선댄스 영화제에서 초연 되어 심사위원 대상을 수상한 것을 비롯해 뉴욕 영화 비평가 협회 신인감독상, 스톡홀름 영화제 각본상 등을 수상하며 화제를 모았다. 위버의 연기는 비평가들의 찬사를 받아 미국 아카데미상 최우수 여우조연상에 후보 지명되었다.

## 줄거리
어머니가 약물남용으로 세상을 떠나자 열일곱 조쉬(제임스 프레체빌 분)는 멜버른에 사는 외할머니(잭키 위버 분)에게 몸을 의탁한다. 그러나 할머니의 집은 범죄 소굴. 마약 판매를 업으로 삼고 살아가는 외삼촌들과 그런 아들을 끔찍이 사랑하는 할머니를 지켜보면서 조쉬는 사회 정의와 가족 간의 정 사이에서 괴로워한다.

## 캐스팅
- 벤 멘델슨 - 앤드류 "포피" 코디 역
- 가이 피어스 - 네이던 레키 역
- 재키 위버 - 자닌 "스머프" 코디 역
- 조엘 에저턴 - 베리 "바즈" 브라운 역
- 설리번 스테이플턴 - 크레이그 코디 역
- 루크 포드 - 대런 코디 역
- 제임스 프레시빌 - 조쉬 "J" 다니엘 코디 역
- 로라 휠라이트 - 니콜 "니키" 헨리 역
- 댄 와일리 - 에즈라 화이트 역
- 앤소니 헤이스 - 저스틴 노리스 형사 역
- 미라 폴크스 - 캐더린 "캐시" 브라운 역
- 저스틴 로스니액 - 랜달 로체 형사 역
- 수잔 프라이어 - 앨리시아 헨리 역
- 클레이튼 제이콥슨 - 구스 에머리 역
- 애너 리서 필립스 - 저스틴 호퍼 변호사 역

## 같이 보기
- 오스트레일리아 영화